# Montigny-sur-Loing
Montigny-sur-Loing is een gemeente in het Franse departement Seine-et-Marne (regio Île-de-France) en telt 2751 inwoners (2004). De plaats maakt deel uit van het arrondissement Fontainebleau.

## Geografie
De oppervlakte van Montigny-sur-Loing bedraagt 9,2 km², de bevolkingsdichtheid is 299,0 inwoners per km².
De onderstaande kaart toont de ligging van Montigny-sur-Loing met de belangrijkste infrastructuur en aangrenzende gemeenten.

## Demografie
Onderstaande figuur toont het verloop van het inwonertal (bron: INSEE-tellingen).